# そっくりハウス
『そっくりハウス』（そっくりはうす）は、2002年10月23日に発売された谷山浩子の通算29作目のアルバムである。

## 概要
タイトル曲の「そっくりハウス」は、2002年10月から11月にNHK『みんなのうた』で放送された新曲であり、それ以外にも過去にNHK放送用に制作された曲や、アルバムに未収録だった曲を収録している。
1 - 10曲目まではボーカル入りだが、11 - 20曲目はカラオケとなっている。

## 収録曲
- 作詞・作曲：谷山浩子（全曲）

1. そっくりハウス（編曲：石井AQ・谷山浩子）
2. 恋するニワトリ（編曲：岡崎倫典）
3. まっくら森のうた（編曲：乾裕樹・石井AQ）
4. おいしくたべよう（編曲：石井AQ・谷山浩子）
5. おはようクレヨン（編曲：藤本敦夫）
6. おひるねしましょう（編曲：石井AQ・谷山浩子）
7. 空のオカリナ（編曲：谷山浩子）
8. はみがき・しゅしゅしゅ（編曲：石井AQ・谷山浩子）
9. しっぽのきもち（編曲：岡崎倫典）
10. 誕生（編曲：石井AQ・谷山浩子）
11. そっくりハウス（カラオケ）
12. 恋するニワトリ（カラオケ）
13. まっくら森のうた（カラオケ）
14. おいしくたべよう（カラオケ）
15. おはようクレヨン（カラオケ）
16. おひるねしましょう（カラオケ）
17. 空のオカリナ（カラオケ）
18. はみがき・しゅしゅしゅ（カラオケ）
19. しっぽのきもち（カラオケ）
20. 誕生（カラオケ）